# Heracli de Siracusa
Heracli (en llatí Heraclius, en grec antic Ἡράκλειος) era fill de Hieró.
Va ser un noble siracusà, un dels més opulents de la ciutat abans del govern de Sicília per Verres (73 a 71 aC) que després de les exaccions del pretor romà va esdevenir un dels més pobres de l'illa. Verres també va perjudicar i perseguir a altres membres de la seva família. Els Heraclius de l'illa van patir també la rapacitat de Verres, un altre de Siracusa, al que li va prendre totes les seves propietats, un de Segesta al que va fer executar. Un Heracli d'Amestratus i un de Centuripa van declarar contra Verres en el judici de l'any 70 aC.